# Firminus putoni
Firminus putoni är en skalbaggsart som beskrevs av Edmund Reitter 1902. Firminus putoni ingår i släktet Firminus och familjen Melolonthidae. Inga underarter finns listade i Catalogue of Life.